# 苏圣玛丽运河
苏圣玛丽运河（英語：Sault Ste. Marie Canal）位于加拿大安大略省蘇聖瑪麗，是一处加拿大國家歷史遺址。运河始建于1798年，百余年来是连接苏必利尔湖和休伦湖的航道，运河上有船闸等设施，让船只可以避开出苏必利尔湖天然河道的瀑布急流。直到1987年通航任务转移至美国境内的南运河，而此运河则主要作为景点供游船使用。

## 图集

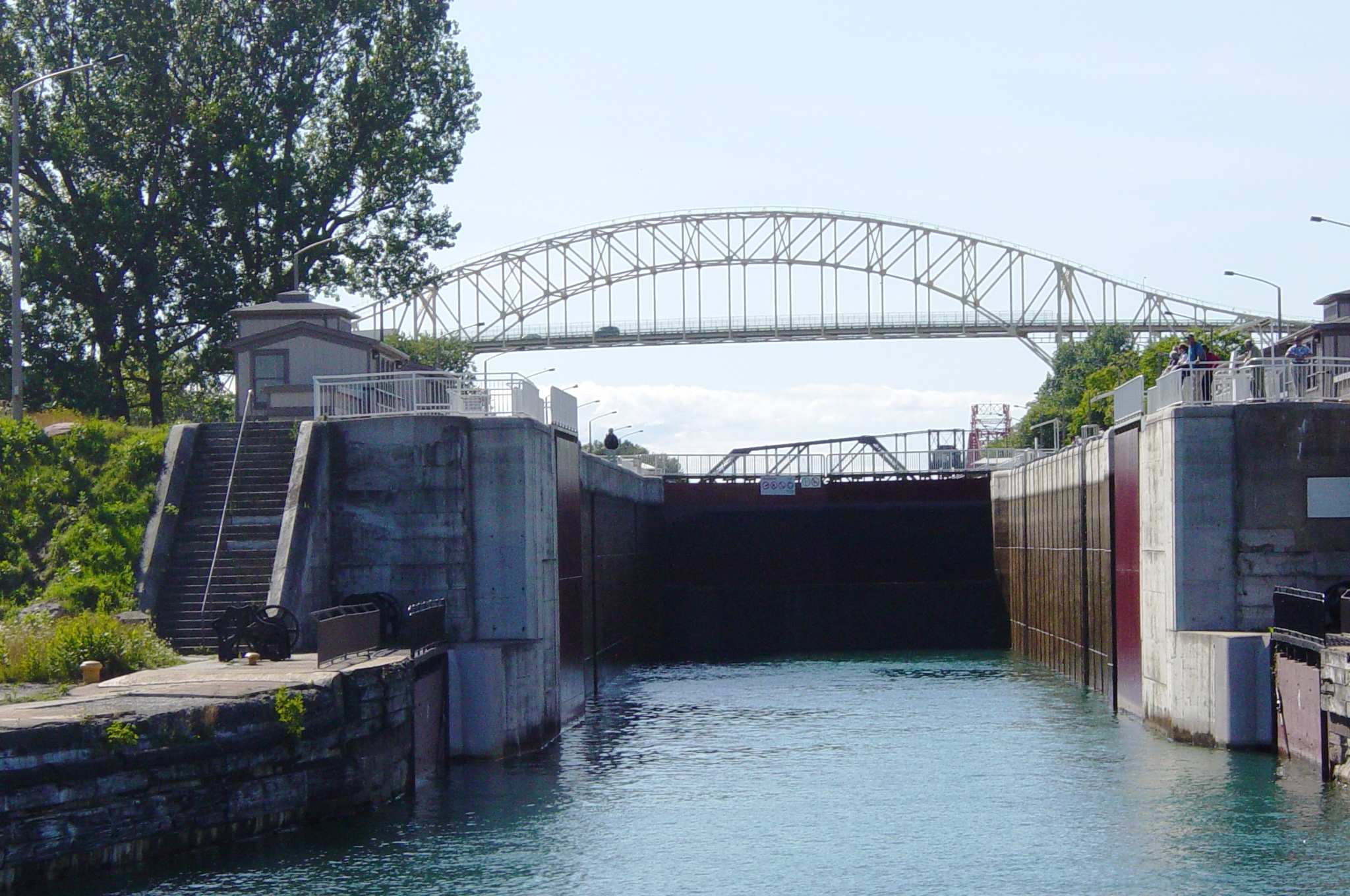
从下游往闸门方向行驶
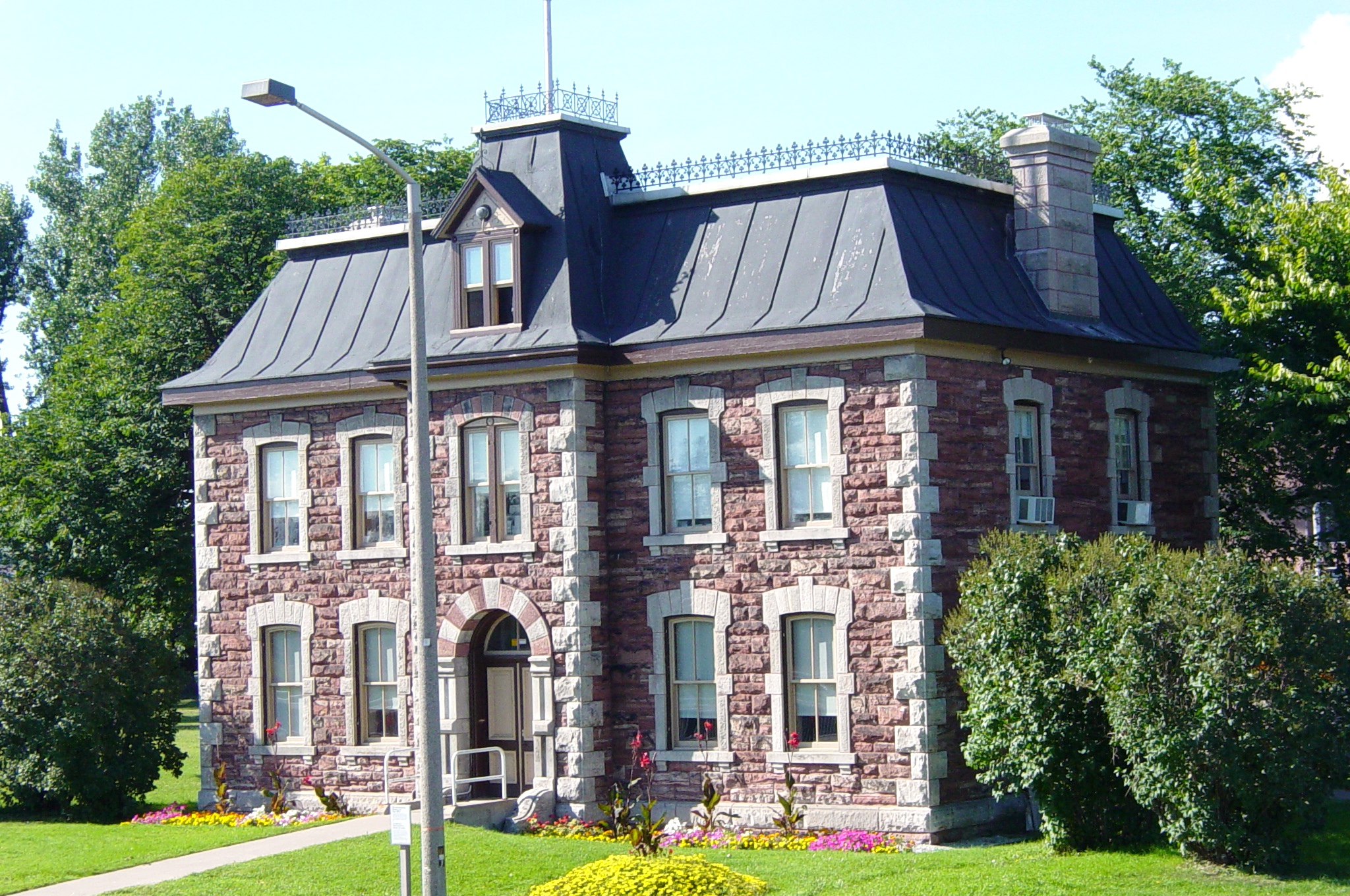
运河行政建筑，建于1895-1896年
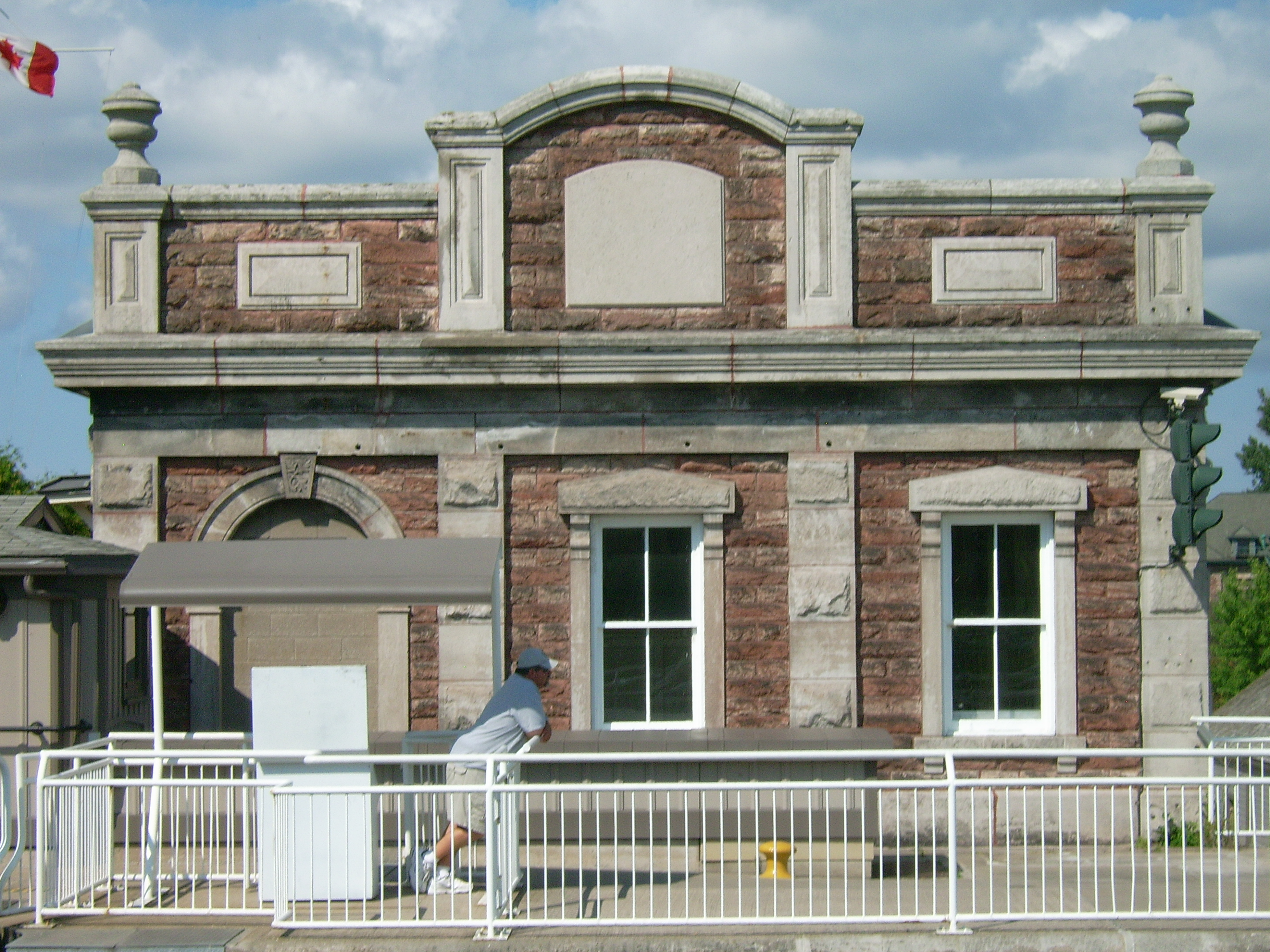
配电间
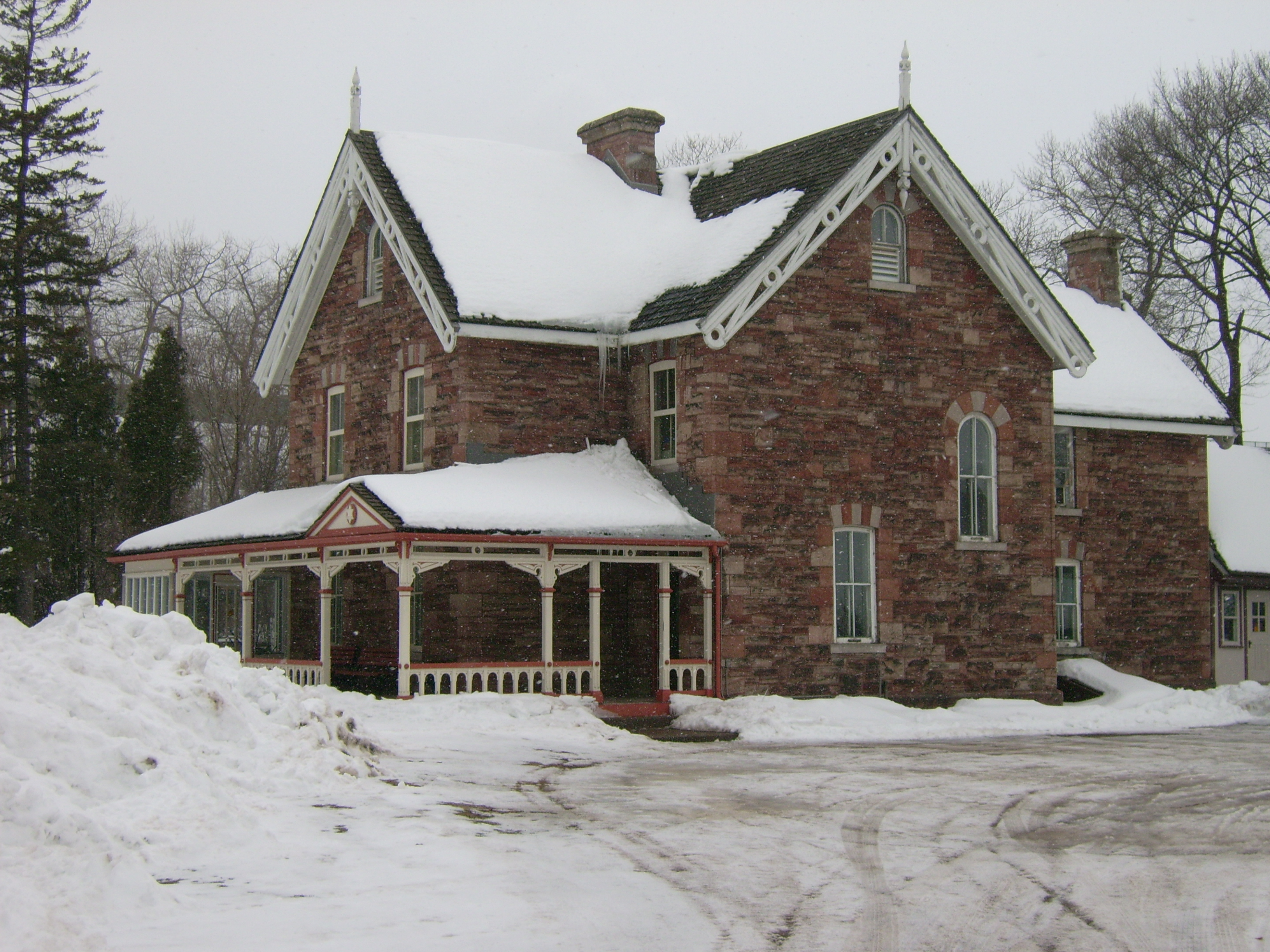
雪中的负责人房屋
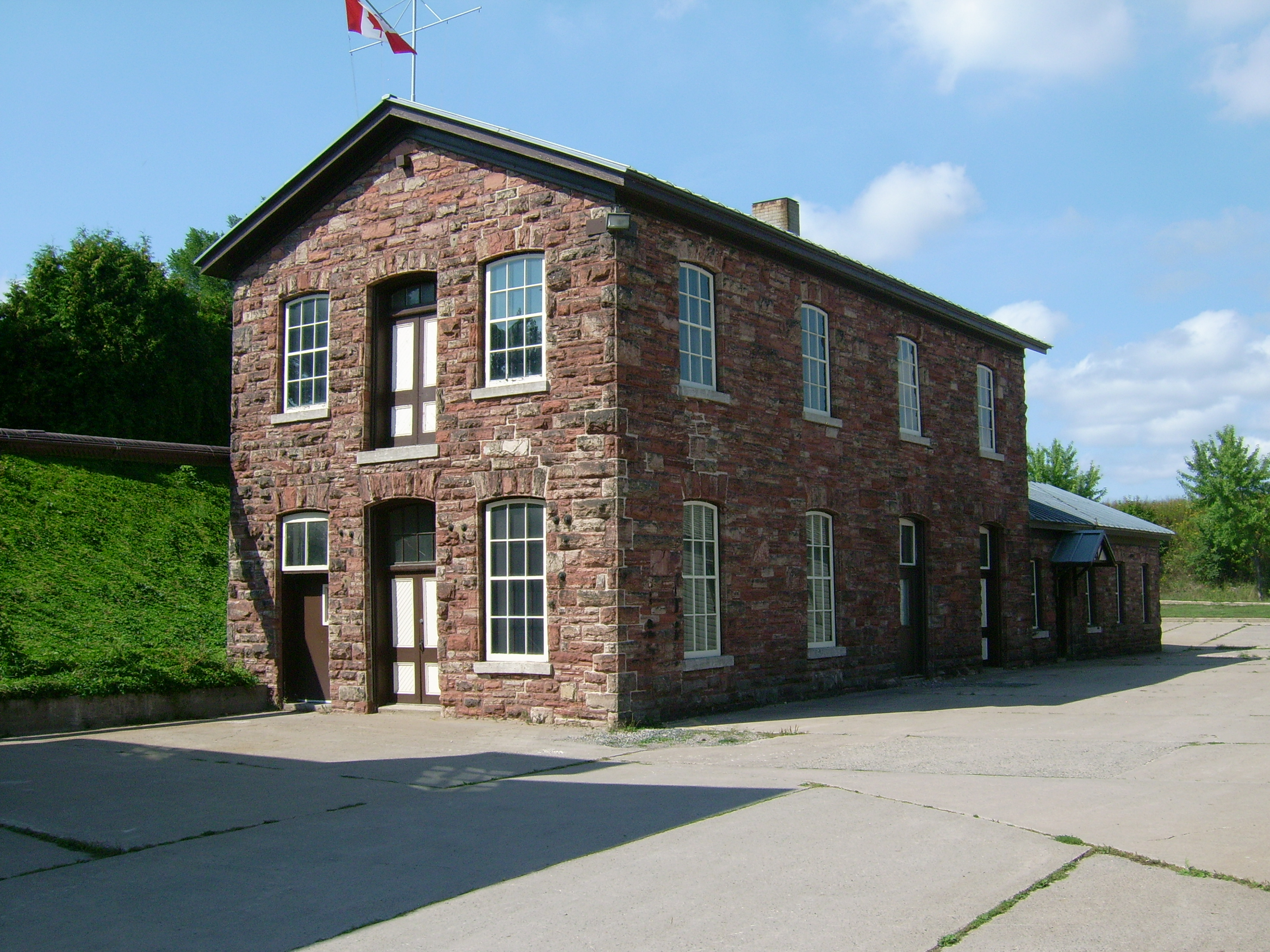
车间
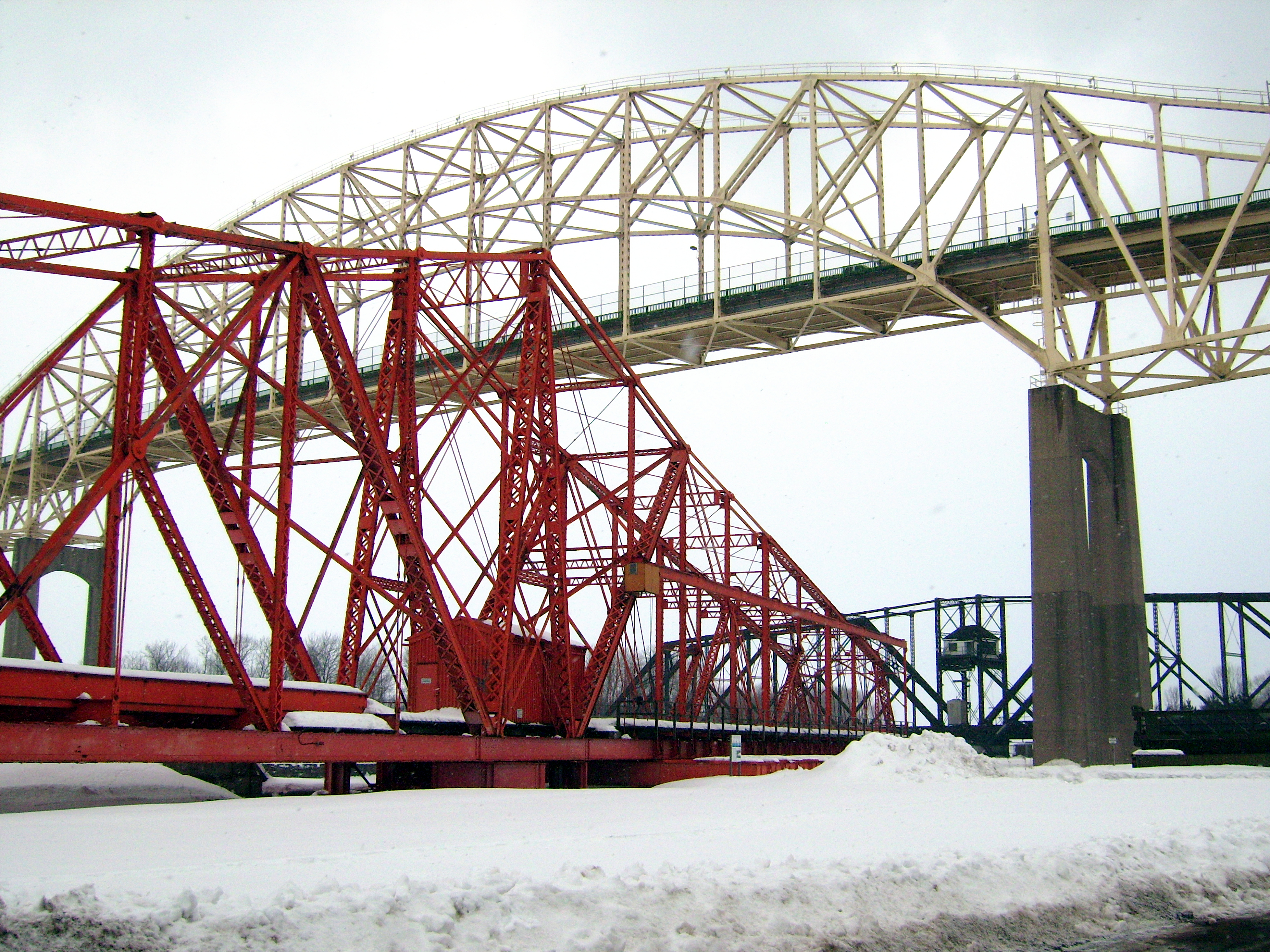
运河应急坝（Emergency swing dam），背景是蘇聖瑪麗國際大橋和苏圣玛丽铁路桥
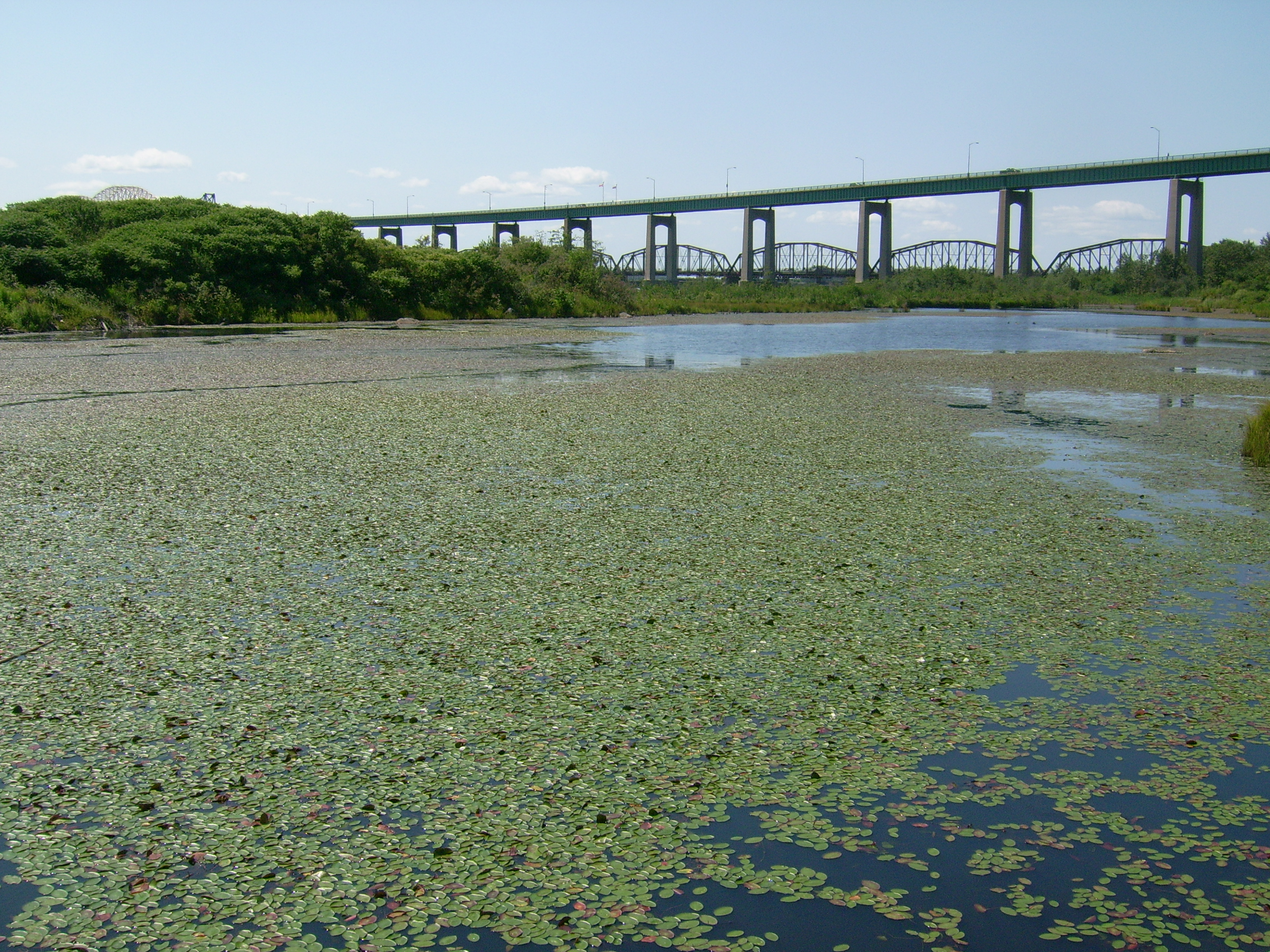
Attikamek步道和布满蓴菜的池塘
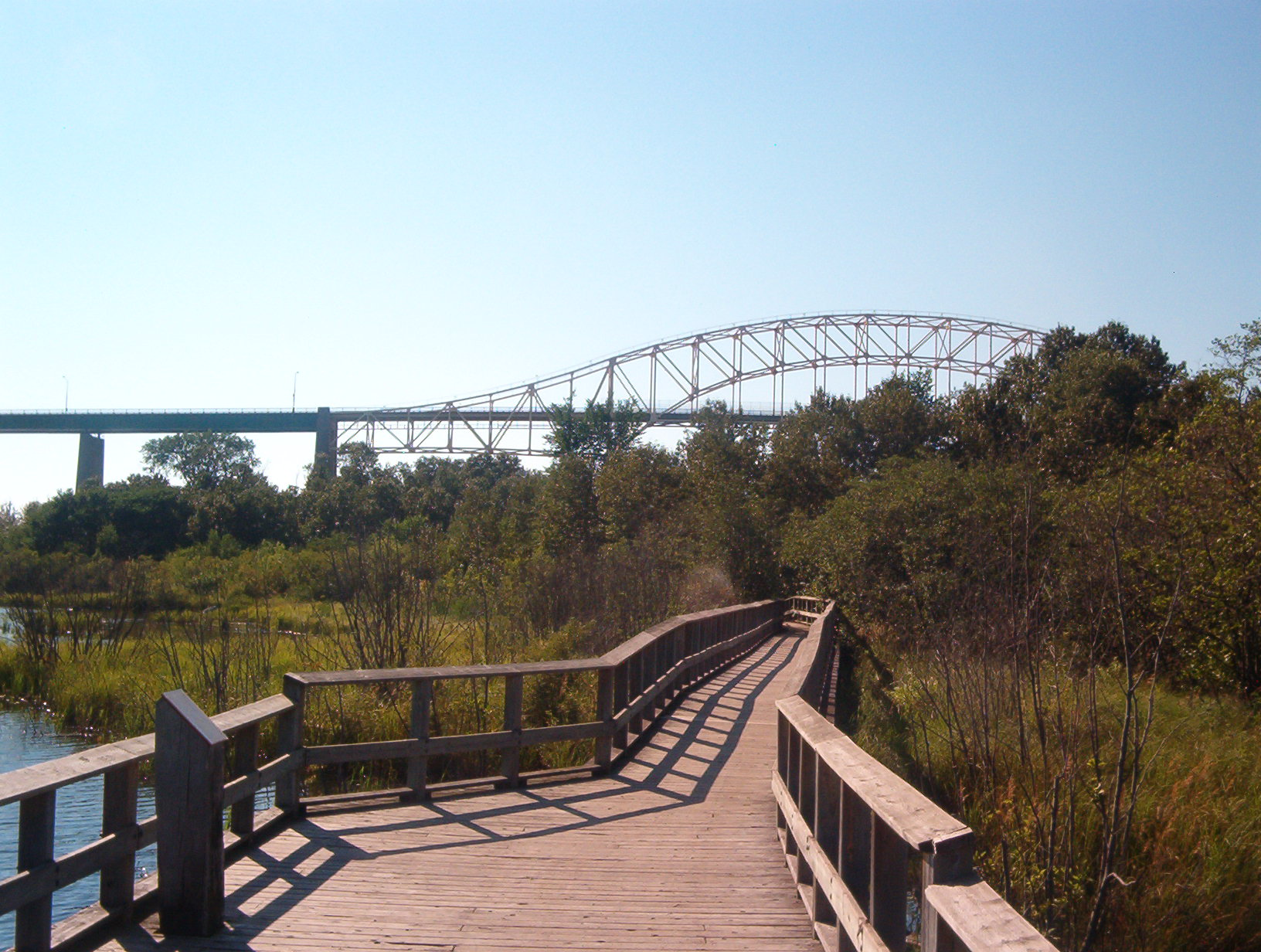
沿着Attikamek步道的木板路